# Echipa națională de fotbal a Insulelor Fiji
Echipa națională de fotbal a Insulelor Fiji reprezintă statul în competițiile fotbalistice organizate de FIFA și Confederația de Fotbal din Oceania. Cele mai mari performanțe au fost locul 3 din 1998 și 2008 la Cupa Oceaniei pe Națiuni.

## Campionatul Mondial
- 1930 până în 1978 - nu a participat
- 1982 - nu s-a calificat
- 1986 - nu a participat
- 1990 până în  2010 - nu s-a calificat

### Meciurile din calificări la CM
| Meciurile din calificări la CM | Meciurile din calificări la CM | Meciurile din calificări la CM | Meciurile din calificări la CM | Meciurile din calificări la CM |
| An                             | Rundă                          | A/D/N                          | Scor                           | Rezultat                       |
| ------------------------------ | ------------------------------ | ------------------------------ | ------------------------------ | ------------------------------ |
| 1990                           | Prima rundă                    | A                              | Fiji 1 – 0 Australia           | Victorie                       |
| 1990                           | Prima rundă                    | D                              | Fiji 1 – 5 Australia           | Înfrângere                     |
| 1994                           | Grupa B                        | D                              | Fiji 0 – 3 Noua Zeelandă       | Înfrângere                     |
| 1994                           | Grupa B                        | A                              | Fiji 3 – 0 Vanuatu             | Victorie                       |
| 1994                           | Grupa B                        | A                              | Fiji 0 – 0 Noua Zeelandă       | Egal                           |
| 1994                           | Grupa B                        | D                              | Fiji 3 – 0 Vanuatu             | Victorie                       |
| 1998                           | Grupa 2                        | A                              | Fiji 0 – 1 Noua Zeelandă       | Înfrângere                     |
| 1998                           | Grupa 2                        | A                              | Fiji 3 – 1 Papua Noua Guinee   | Victorie                       |
| 1998                           | Grupa 2                        | D                              | Fiji 0 – 5 Noua Zeelandă       | Înfrângere                     |
| 1998                           | Grupa 2                        | D                              | Fiji 1 – 0 Papua Noua Guinee   | Victorie                       |
| 2002                           | Grupa 1                        | N                              | Fiji 13 – 0 Samoa Americană    | Victorie                       |
| 2002                           | Grupa 1                        | N                              | Fiji 6 – 1 Samoa               | Victorie                       |
| 2002                           | Grupa 1                        | A                              | Fiji 0 – 2 Australia           | Înfrângere                     |
| 2002                           | Grupa 1                        | N                              | Fiji 8 – 1 Tonga               | Victorie                       |
| 2006                           | Grupa 2                        | N                              | Fiji 4 – 2 Papua Noua Guinee   | Victorie                       |
| 2006                           | Grupa 2                        | N                              | Fiji 11 – 0 Samoa Americană    | Victorie                       |
| 2006                           | Grupa 2                        | A                              | Fiji 4 – 0 Samoa               | Victorie                       |
| 2006                           | Grupa 2                        | N                              | Fiji 0 – 3 Vanuatu             | Înfrângere                     |
| 2006                           | Runda 2.                       | N                              | Fiji 0 – 0 Tahiti              | Egal                           |
| 2006                           | Runda 2.                       | N                              | Fiji 1 – 0 Vanuatu             | Victorie                       |
| 2006                           | Runda 2.                       | A                              | Fiji 1 – 6 Australia           | Înfrângere                     |
| 2006                           | Runda 2.                       | N                              | Fiji 1 – 2 Insulele Solomon    | Înfrângere                     |
| 2006                           | Runda 2.                       | N                              | Fiji 0 – 2 Noua Zeelandă       | Înfrângere                     |
| 2010                           | Cupa Oceaniei pe Națiuni       | A                              | Fiji 0 – 2 Noua Zeelandă       | Înfrângere                     |
| 2010                           | Cupa Oceaniei pe Națiuni       | A                              | Fiji 2 – 2 Noua Caledonie      | Egal                           |
| 2010                           | Cupa Oceaniei pe Națiuni       | D                              | Fiji 0 – 4 Noua Caledonie      | Înfrângere                     |
| 2010                           | Cupa Oceaniei pe Națiuni       | A                              | Fiji 2 – 0 Vanuatu             | Victorie                       |
| 2010                           | Cupa Oceaniei pe Națiuni       | d                              | Fiji 1 – 2 Vanuatu             | Înfrângere                     |
| 2010                           | Cupa Oceaniei pe Națiuni       | A                              | Fiji 2 – 0 Noua Zeelandă       | Victorie                       |

## Cupa Oceaniei pe Națiuni
- 1973 - Locul cinci
- 1980 - Locul patru
- 1996 - nu s-a calificat
- 1998 - Locul trei
- 2000 - s-a calificat, dar a fost înlocuită datorită disputelor civile
- 2002 - Prima rundă
- 2004 - Locul patru
- 2008 - Locul trei

## Jocurile Sud-Pacifice
- 1963 - Locul doi
- 1966 - Nu a participat
- 1969 - Locul patru
- 1971 - Prima rundă
- 1975 - Locul patru
- 1979 - Locul doi
- 1983 - Locul doi
- 1987 - Nu a participat
- 1991 - Locul întâi
- 1995 - Locul trei
- 2003 - Locul întâi
- 2007 - Locul doi

## Jucători notabili
- Malakai Kainihewe
- Roy Krishna
- John Icha Lal
- Esala Masi
- Veresa Toma
- Osea Vakatalesau
- Taniela Waqa

## Antrenori
- Danny McLennan
- Sashi Mahendra Singh (1960-1976)
- Rudi Gutendorf (1981)
- Gurjit Singh
- Billy Singh (1998-2002)
- Tony Buesnel (2004)
- Juan Carlos Buzzetti (2006-2009)
- Yogendra Dutt (2009-2010)